# Dmitri Safronov
Pour les articles homonymes, voir Safronov.
Dmitri Olegovitch Safronov (en russe : Дмитрий Олегович Сафронов, né le 8 octobre 1981) est un athlète russe, spécialiste du marathon.
Il remporte la médaille de bronze du marathon des Championnats d'Europe de 2010 à Barcelone en 2 h 18 min 16 s.

## Palmarès

### Championnats d'Europe
- Championnats d'Europe 2010 à Barcelone (Espagne) :
  -  Médaille de bronze sur l'épreuve du marathon (2 h 18 min 16 s)

### Marathons internationaux
- 3e à San Antonio en 2008
- 10e à Los Angeles 2008
- 1er à Podgorica en 2009
- 6e à Daegu en 2010 en 2 h 12 min 55 s

## Records personnels
- Marathon : 2 h 09 min 35 s (2011)
- 10 000 m : 28 min 15 s 11 (2008)